# Trnovec (gmina Rečica ob Savinji)
Trnovec – wieś w Słowenii, w gminie Rečica ob Savinji. W 2018 roku liczyła 106 mieszkańców.